# Eudrapa lepraota
Eudrapa lepraota là một loài bướm đêm trong họ Noctuidae.